# Janvarta
Janvarta is een Hindi-krant, uitgebracht in Varanasi, Uttar Pradesh, India. Het dagblad werd in 1972 opgericht door Babu Bhulan Singh. De oplage is 58.000 exemplaren per dag. De krant wordt gelezen in Uttar Pradesh, Bihar en Madhya Pradesh. De hoofdredacteur is Raj Kumar Singh.